# RIMOWA
Rimowa ( Tysk udtale: [ʁɪˈmoːva] ), ofte stiliseret som RIMOWA, er en kuffertfabrikant. Virksomheden blev grundlagt i 1898, i Köln, Tyskland . I 2016 erhvervede LVMH en 80% aktieandel i selskabet.  

## Historie
I 1898 grundlagde Paul Morszeck og Heinrich Görtz firmaet under navnet Görtz & Morszeck. I 1900 forblev Paul Morszeck som selskabets eneste direktør. I 1931 blev hans søn, Richard Morszeck, involveret i virksomheden og registrerede varemærket RIMOWA ved Reich Patent Office i Berlin. "Rimowa" er et akronym for Ri chard Mo rszeck Wa renzeichen (med Warenzeichen betyder varemærke ).
I 1930'erne brændte en brand i deres fabrik det meste af deres materialer,  bortset fra aluminium . Som følge heraf brugte Rimowa aluminium til at producere deres kufferter.
I 2000 introducerede virksomheden kufferter fremstillet af polycarbonat.
Rimowa producerer sine produkter i sine egne fabrikker i Tyskland, Tjekkiet, og Canada. I 2013 blev der produceret 5.800 kufferter dagligt.
I 2017 sluttede Rimowa sig til LVMH-koncernen og blev det første tyske datterselskab, hvor Alexandre Arnault blev administrerende direktør for virksomheden.  LVMH erhvervede en 80% aktie for 640 millioner euro. 

## Produkter
I 1937 blev de første kufferter med riller produceret. Lavet af duraluminium, en legering af aluminium og magnesium. Oprindeligt blev den parallelle rillede aluminiumstruktur  brugt til at stabilisere det tynde aluminium, nu er dette RIMOWA signaturen, beskyttet som et varemærke .

## eksterne links
RIMOWA's officielle hjemmeside